# 1098
| [ Edytuj tabelę ]          |                                                           |
| Książę Polski              | - 1079 Władysław I Herman 1102                            |
| Król Angkoru               | - 1080 Dżajawarman VI 1107                                |
| Król Anglii                | - 1087 Wilhelm II Rudy 1100                               |
| Król Aragonii i Nawarry    | - 1094 Piotr I Aragoński 1101                             |
| Hrabia Barcelony           | - 1082 Rajmund Berengar III Wielki 1131                   |
| Książę Bawarii             | - 1096 Welf I 1101                                        |
| Książę Burgundii           | - 1079 Odo I 1102                                         |
| Cesarz Bizancjum           | - 1081 Aleksy I Komnen 1118                               |
| Cesarz Chin                | - 1085 Song Zhezong 1100                                  |
| Książę Czech               | - 1092 Brzetysław II 1100                                 |
| Król Danii                 | - 1095 Eryk Dobry 1103                                    |
| Władca Egiptu              | - 1094 Al-Musta’li 1101                                   |
| Król Francji               | - 1060 Filip I 1108                                       |
| Król Gruzji                | - 1089 Dawid IV Budowniczy 1125                           |
| Hrabia Holandii            | - 1091 Floris II Gruby 1121                               |
| Cesarz Japonii             | - 1086 Horikawa 1107                                      |
| Kalif                      | - 1094 Al-Mustazhir 1118                                  |
| Król Kastylii              | - 1072 Alfons VI 1109                                     |
| Wielki książę Kijowa       | - 1093 Światopełk II Michał 1113                          |
| Patriarcha Konstantynopola | - 1084 Mikołaj III Gramatyk 1111                          |
| Władca Korei               | - 1095 Sukjong 1105                                       |
| Władca Maroka              | - 1070 Jusuf ibn Taszfin 1106                             |
| Król Norwegii              | - 1093 Magnus III Bosy 1103                               |
| Książę Obodrzyców          | - 1093 Henryk Gotszalkowic 1127                           |
| Hrabia Palatynatu          | - 1095 Zygfryd z Ballenstadt 1113                         |
| Papież                     | - 1084 Klemens III (antypapież) 1100 - 1088 Urban II 1099 |
| Hrabia Portugalii          | - 1093 Henryk Burgundzki 1112                             |
| Sułtan Rumu                | - 1092 Kilidż Arslan I 1107                               |
| Cesarz rzymski (niemiecki) | - 1084 Henryk IV 1105                                     |
| Książę Saksonii            | - 1072 Magnus 1106                                        |
| Sułtan Seldżuków           | - 1092 Barkijaruk 1104                                    |
| Król Szkocji               | - 1097 Edgar 1107                                         |
| Król Szwecji               | - 1083 Inge I Starszy 1110                                |
| Doża Wenecji               | - 1096 Vitale I Michiel 1102                              |
| Król Węgier                | - 1095 Koloman Uczony 1116                                |

Rok 1098 / MXCVIII
stulecia: X wiek ~
XI wiek ~
XII wiek

lata: 1088 «
1093 «
1094 «
1095 «
1096 «
1097 «
1098
» 1099
» 1100
» 1101
» 1102
» 1103
» 1108

## Wydarzenia na świecie
- 10 marca – Baldwin I został hrabią Edessy.
- 21 marca – we Francji Robert z Molesme założył zakon cysterski.
- 2 czerwca – I wyprawa krzyżowa: zakończył się pierwszy etap oblężenia Antiochii.
- 3 czerwca – I wyprawa krzyżowa: po oblężeniu trwającym od 20 października 1097 roku krzyżowcy pierwszej krucjaty zdobyli turecką Antiochię (z wyjątkiem cytadeli), do czego przyczyniła się zdrada jednego z dowódców obrony, Firuza.
- 5 czerwca – I wyprawa krzyżowa: armia turecka pod wodzą Kurbughi rozpoczęła oblężenie Antiochii, w której jednocześnie krzyżowcy, po zdobyciu miasta 3 czerwca, oblegali bronioną przez Turków cytadelę.
- 28 czerwca – I wyprawa krzyżowa: krzyżowcy zdobyli Antiochię Syryjską.
- 11 grudnia – I wyprawa krzyżowa: krzyżowcy zdobyli Maarrat.
- 12 grudnia – I wyprawa krzyżowa: krzyżowcy pod wodzą Rajmunda IV z Tuluzy.
- W Cîteaux ufundowano pierwsze opactwo cystersów pw. Matki Bożej
- W Czechach Brzetysław II kazał skonfiskować żydowskie majątki.
- Henryk V został królem Niemiec.

## Urodzili się
- 16 września – Hildegarda z Bingen, frankońska mistyczka, benedyktynka, święta (zm. 1179)